# Inharmonizität

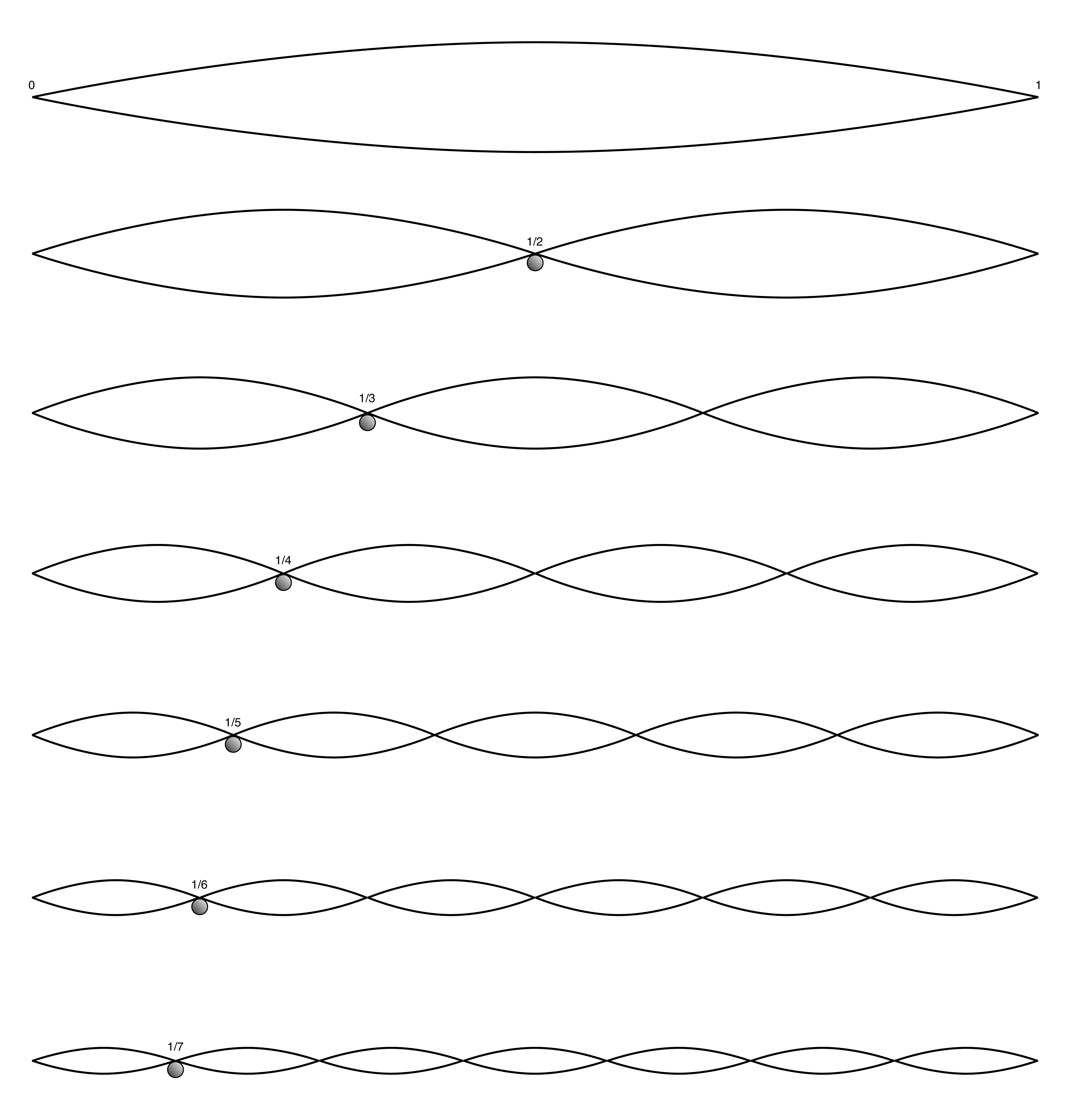
Harmonizität, eine Teiltonreihe

Harmonizität, Inharmonizität oder Teiltonverstimmung bezeichnet ein Phänomen schwingender Saiten. Aber es ist auch generell ein Merkmal von akustischen Signalen monophoner, polyphoner oder komplexer Natur.
Harmonizität {\displaystyle a_{\mathrm {H} }} beschreibt, wie genau die Frequenzen {\displaystyle f_{\mathrm {H} }} der Harmonischen {\displaystyle \mathrm {H} } eines Klangs auf den Vielfachen der Grundfrequenz {\displaystyle h\cdot f_{0}} liegen. Ist die Harmonizität groß, so klingt das akustische Signal sehr rein und wird als „statisch“, bei geringerer Harmonizität enthält der Klang mehr Schwebung und wird als „lebendig“ beschrieben.
Eng damit verbunden ist die Inharmonizität {\displaystyle a_{\mathrm {IH} }}, die sich direkt aus der Harmonizität berechnen lässt. Harmonizität und Inharmonizität geben eine gute Auskunft über die innere Struktur der Harmonischen – das gilt für Klänge allgemein. Für die Identifikation von Musikinstrumenten lässt sich dieses Merkmal gut verwenden. Eng damit verbunden ist die Rauschartigkeit.

## Physikalische Entstehung

### Schwingende Saite
Bringt man eine Saite zum Schwingen, so kommt es zu einer sehr komplexen Bewegung der Saite: Sie schwingt sowohl in ihrer gesamten Länge als auch in Abschnitten und zwar in ihrer halben Länge, in ihrer Drittellänge, in ihrer Viertellänge usw. Diese Abschnitte schwingen schneller als die ganze Saite und zwar doppelt so schnell, dreifach so schnell, vierfach so schnell usw. Die Schwingung ihrer gesamten Länge erzeugt den Grundton oder 1. Teilton, die jeweiligen Abschnitte die Obertöne, das heißt den 2. Teilton, den 3. Teilton, den 4. Teilton usw.
Die Frequenzen der Teiltöne verhalten sich somit wie die ganzen Zahlen, also 1 : 2 : 3 : 4 …
In der Praxis trifft man jedoch auf das Phänomen, dass die Obertöne schneller schwingen und damit höher klingen, als sie theoretisch sollten. Dieses Phänomen, das man Inharmonizität oder Teiltonverstimmung nennt, wurde Ende des 19. Jahrhunderts bekannt.
Die Inharmonizität ist abhängig vom Durchmesser, der Länge, der Frequenz und dem Elastizitätsmodul des Saitenmaterials. Ihr Wert verhält sich proportional zum Quadrat des Durchmessers der Saite, umgekehrt proportional zur 4. Potenz der Längenveränderung und umgekehrt proportional zum Quadrat der Frequenzänderung.
Für die Praxis bedeutet dies, dass der Inharmonizitätswert steigt, je kürzer, dicker und schwächer gespannt die Saite ist, je „steifer“ sie ist. Ein hoher Wert für die Inharmonizität bedeutet, dass die Saite in sich „falsch“ oder zumindest „schlecht“ klingt. Klaviersaiten weisen vor allem im Bass und Diskant deutliche Inharmonizitätswerte auf. Die Tatsache, dass die tiefsten Basstöne eines niedrigen Pianos – mit relativ kurzen, dafür aber dicken Basssaiten – auch für den Laien hörbar „schlechter“ klingen als bei einem langen Konzertflügel, findet ihre Begründung ganz wesentlich in der Inharmonizität.

### Schwingende Körper allgemein
Die Akustische Resonanzanalyse von schwingenden Körpern zeigt, dass jeder Körper sein eigenes Schwingungsmuster erzeugt, das im einfachsten Fall hauptsächlich von einer Grundschwingung oder Eigenschwingung dominiert wird. Körper können zu unterschiedlichen Eigenschwingungen angeregt werden, wobei das Verhältnis der Schwingungen zueinander individuell von der Beschaffenheit des schwingenden Körpers bestimmt ist. Normalerweise stehen diese Eigenschwingungen in keinem ganzzahligen Verhältnis zueinander. Das Klangmuster besteht in diesem Fall meist aus einer hauptsächlich wahrnehmbaren Schwingung, der Grundschwingung, und aus vielen weiteren Schwingungen, die auch als Obertöne betrachtet werden können, wobei diese nicht in einem harmonischen Zusammenhang mit dem Grundton stehen müssen. Jede Eigenschwingung hat für sich jedoch wieder ein individuelles Obertonspektrum, was zu einem komplexen Schallabbild führt.

## Musikalische Bedeutung
Bis zu einem gewissen Maße ist die Inharmonizität aber auch für die Lebendigkeit des Klavierklanges verantwortlich. Ein günstiger Verlauf der Inharmonizität kann durch die entsprechende Konstruktion bzw. die optimale rechnerische Ermittlung der Mensur (Längen, Durchmesser und Spannung der einzelnen Saiten) erreicht werden. Der Klavierstimmer muss in der Lage sein, die Inharmonizität eines Klavieres gehörsmäßig so weit zu beurteilen, dass trotz dieser „falschen Teiltöne“ das Instrument schließlich gut klingt. Dafür verwendet man unter anderem Streckung, d. h. aufeinanderfolgende Oktaven werden ein wenig vergrößert gegenüber ihrem normalen Frequenzverhältnis von 2:1. Aus dem bisher Gesagten ergibt sich auch, dass ein hundertprozentig exaktes Zusammenstimmen zweier nicht baugleicher Klaviere nicht möglich ist.
Einfache elektronisch erzeugte Töne haben keine Inharmonizität und klingen deshalb unnatürlich. Dieser Höreindruck kann durch zusätzlich erzeugte inharmonische Frequenzen deutlich verbessert werden.

## Modenkopplung
Bei Streichinstrumenten weisen im Pizzicato die gezupften Saiten starke Inharmonizität auf. Diese verschwindet bei gestrichenen Saiten, denn die Bogenbewegung und der nichtlineare Haftgleiteffekt induzieren auf der Saite eine Modenkopplung, die Saitenbewegung ist praktisch exakt periodisch. Modenkopplung gibt es auch bei Rohrblattinstrumenten wie der Klarinette. Zur Beschreibung des Obertonspektrums reicht daher im Normalfall ein einfaches Modell mit Obertönen in exakt ganzzahligen Verhältnissen zueinander.

## Mathematische Beschreibung
Harmonizität und Inharmonizität eines Klanges {\displaystyle m} werden wie folgt bestimmt:
Harmonizität:
{\displaystyle a_{\mathrm {H} }(m)=1-{\frac {2}{f_{0}}}\left({\frac {{\sum _{k=0}^{K}}{\vert f_{k}-k\cdot f_{0}\vert \cdot A_{m}^{2}(k)}}{{\sum _{k=0}^{K}}A_{m}^{2}(k)}}\right)\,}
Inharmonizität:
{\displaystyle a_{\mathrm {IH} }(m)=1-a_{\mathrm {H} }(m)\,}
Der Bereich, der durch Harmonizität abgedeckt wird, ist kleiner 0,1.
{\displaystyle f_{a}-k\cdot f_{0}\leq f_{a}\,}